# La Montagne (film, 2022)
Pour les articles homonymes, voir La Montagne.
Pour plus de détails, voir Fiche technique et Distribution.
La Montagne est un film français réalisé par Thomas Salvador présenté à Cannes en 2022 et sorti en 2023.

## Synopsis
Pierre, ingénieur en robotique, présente à un client potentiel le produit de son entreprise, son esprit sans cesse interrompu, attiré par les montagnes alpines environnantes et leurs glaciers. Après sa présentation, il décide de rester sur place plutôt que de rentrer à Paris. Les jours passant, il ne se résout pas à rentrer, quitte à mentir à son entreprise sur son état de santé. Il finit par s'installer sur le glacier, dans son propre bivouac, et décider de ne plus redescendre, quitte à perdre son travail. Si sa mère l'y sent heureux, d'autres membres de sa famille ne comprennent pas et pensent qu'il est devenu fou. Là-haut, il fait la rencontre de Léa, qui gère un restaurant d'altitude. Ayant assisté, au loin, à l'écroulement d'un pan de montagne, il décide de traverser l'immense glacier pour l'aller voir de près, et découvre alors d'étranges lueurs nocturnes, rougeoyantes et lentement mobiles, au milieu des blocs de roche. Sans comprendre ce qui lui arrive, cette rencontre va peu à peu le transformer, et c'est un Pierre différent que Léa découvrira en allant le chercher dans la montagne pour le ramener parmi les hommes.

## Fiche technique
Sauf indication contraire, les informations mentionnées dans cette section peuvent être confirmées par la base de données cinématographiques IMDb,  présente dans la section « Liens externes ».
- Titre : La Montagne
- Réalisation : Thomas Salvador
- Scénario : Naïla Guiguet et Thomas Salvador
- Photographie : Alexis Kavyrchine
- Son : Yolande Decarsin, Benoît Hillebrant et Olivier Dô Huu
- Montage : Mathilde Muyard
- Musique : Chloé Thévenin
- Société de production : Christmas in July[1], en association avec 3 SOFICA
- Société de distribution : Le Pacte
- Pays de production :  France
- Format : couleur — 1,85:1 — son 5.1
- Genre : drame fantastique
- Durée : 112 minutes
- Dates de sortie :
  - France : 25 mai 2022 (Festival de Cannes)[2] ; 1er février 2023 (en salles)
  - Belgique : 1er février 2023
  - Suisse romande : 15 février 2023

## Distribution
- Thomas Salvador : Pierre
- Louise Bourgoin : Léa
- Martine Chevallier : la mère de Pierre
- Laurent Poitrenaux : Marc, le frère de Pierre
- Andranic Manet : Julien
- Sylvain Frendo : le guide
- Catherine Lefroid : l'infirmière

## Production
Le tournage du film s'est entièrement déroulé en Haute-Savoie, de mai à juillet 2021, à Chamonix ainsi que sur le massif du Mont-Blanc.

## Accueil

### Accueil critique
En France, le site Allociné propose une moyenne de 3,9⁄5, fondée sur 27 critiques de presse.

## Distinctions

### Récompenses
- Festival de Cannes 2022 : Prix SACD de la Quinzaine des réalisateurs[5]
- Festival international du film fantastique de Gérardmer 2023 : Prix du jury et prix de la critique[6],[7]

### Nomination
- César 2024 : Meilleurs effets visuels